# 金子修司
金子 修司（かねこ しゅうじ）は、日本の建築家。神奈川県下を中心に活動し、これまで神奈川県建築士審査会委員や横浜市都市美対策審議会委員、横浜市歴史的景観保全委員、横浜市福祉のまちづくり推進会議委員などをつとめる。

## 略歴
- 1968年、日本大学理工学部建築学科卒業。
- 1968年、坂倉準三建築研究所に入所
- 1970年、株式会社金子建築設計事務所に入所。
- 1989年-　株式会社金子建築設計事務所代表。

神奈川建築コンクール優秀賞、神奈川県知事表彰、横浜市優良設計者表彰、横浜市町並み景観賞などのほか、全国警察施設コンクール優秀賞、建築士会連合会作品賞を受賞している。

## 代表作品
代表作品には、特別養護老人ホーム南太田ホーム（横浜市南区　2000年）、神奈川県総合医療会館（横浜市中区、1997年）、横浜市駒岡地区センター地域ケアプラザ（横浜市鶴見区、2002年）などがある。